# Northwestern Furniture Company
Northwestern Furniture Company war ein US-amerikanischer Hersteller von Möbeln und Automobilen.

## Unternehmensgeschichte
Das Unternehmen wurde 1881 in Milwaukee in Wisconsin. Es stellte bis 1930 Möbel her.
1902 begann die Produktion von Automobilen in Zusammenarbeit mit H. Brothers aus Chicago. Der Markenname lautete Haase, benannt nach dem damaligen Präsidenten des Unternehmens. Bis Dezember 1902 wurden bereits 15 Fahrzeuge verkauft. Mitte 1904 gingen die Verkäufe zurück. Im gleichen Jahr endete die Fahrzeugproduktion.
Ende 1906 kündigte das Unternehmen an, als Fahrzeughändler aufzutreten.
1932 wurde das Unternehmen aufgelöst.

## Fahrzeuge
Im Angebot standen Model A und Model B. Beide hatten einen Zweizylindermotor im Heck, der die Hinterachse antrieb. Die Motorleistung war mit 6 PS für das erstgenannte Modell und mit 8 PS für das letztgenannte Modell angegeben. Das Fahrgestell hatte 183 cm Radstand.  Der Tank befand sich unter der Sitzbank. Die offene Karosserie in Form eines Runabouts bot Platz für zwei Personen. Gelenkt wurde mit einem Lenkhebel vom linken Sitzplatz.
Die Fahrzeuge hatten anfangs einen Neupreis von 1000 US-Dollar bzw. 1200 Dollar. Mitte 1904 wurden die Preise auf 600 Dollar bzw. 750 Dollar gesenkt.